# Davor Jozić
Pour les articles homonymes, voir Jozić.
Davor Jozić (né à Konjic, Yougoslavie (auj. Bosnie-Herzégovine) le 22 septembre 1960) est un footballeur international yougoslave d'origine bosnienne.
Jozić a commencé à jouer dans le club local du FK Igman, puis il part au FK Sarajevo où il joue 175 matches. Il part ensuite jouer à l'AC Cesena, au Club América et au Spezia Calcio. Il a obtenu 27 sélections et marqué 2 buts pour l'équipe de Yougoslavie lors de la Coupe du monde 1990.

## Palmarès

### En club
| FK Sarajevo - Champion de Yougoslavie (1) - Champion en 1985 |